# Делединское сельское поселение
Делединское се́льское поселе́ние — упразднённое муниципальное образование в составе Молоковского района Тверской области.
Центр поселения — село Деледино.
Образовано в 2005 году, включило в себя территорию Делединского сельского округа.
Законом Тверской области от 17 декабря 2015 года № 120-ЗО, были преобразованы, путём их объединения, Делединское и Молоковское сельские поселения — в Молоковское сельское поселение.

## Географические данные
- Общая площадь: 137,7 км²
- Нахождение: северо-восточная часть Молоковского района
  - Граничит:
    - на севере — с Весьегонским районом, Кесемское СП
    - на востоке — с Краснохолмским районом, Лихачевское СП
    - на юге — с Черкасовским СП
    - на западе — с Молоковским СП
    - на северо-западе — с Сандовским районом, Топоровское СП

Основные реки — Десна и Лойка (бассейн Мологи).

По границе с Краснохолмским районом проходит железная дорога «Сонково—Овинищи».

## Экономика
Основные сельхозпредприятия — колхозы «Октябрь» (Чернево) и «Сознание» (Мышкино).

## Население
По переписи 2002 года — 437 человек, на 01.01.2008 — 376 человек.
Национальный состав: русские и тверские карелы.

## Населённые пункты
В состав поселения входили следующие населённые пункты:
| №  | Тип нп | Название              | Население (2008 год) |
| -- | ------ | --------------------- | -------------------- |
| 1  | дер.   | Афанасово             | 0                    |
| 2  | дер.   | Большое Алексейцево   | 9                    |
| 3  | дер.   | Большое Сырцево       | 0                    |
| 4  | дер.   | Выголово              | 3                    |
| 5  | село   | Деледино              | 187                  |
| 6  | дер.   | Добрино               | 0                    |
| 7  | дер.   | Десна                 | 7                    |
| 8  | дер.   | Доры                  | 2                    |
| 9  | дер.   | Ивашево               | 0                    |
| 10 | дер.   | Каменка               | 2                    |
| 11 | дер.   | Коньково              | 0                    |
| 12 | дер.   | Костромино            | 2                    |
| 13 | дер.   | Легково               | 9                    |
| 14 | дер.   | Лой                   | 4                    |
| 15 | н.п.   | Делединский Льнозавод | 37                   |
| 16 | дер.   | Малое Алексейцево     | 0                    |
| 17 | дер.   | Мышкино               | 11                   |
| 18 | дер.   | Новая Дуброва         | 0                    |
| 19 | дер.   | Пашково               | 0                    |
| 20 | дер.   | Рашково               | 12                   |
| 21 | дер.   | Тужилово              | 4                    |
| 22 | дер.   | Холм                  | 3                    |
| 23 | дер.   | Чеганцево             | 0                    |
| 24 | дер.   | Чернево               | 80                   |
| 25 | дер.   | Щекино                | 0                    |

### Бывшие населённые пункты
- Старая Дуброва
- Кожевня
- Малое Сырцово

## История
В XIX — начале XX века большинство деревень поселения относились к Делединской волости Весьегонского уезда. С 1929 г. территория поселения входит в Молоковский район (кроме 1963—1966 годов, когда входила в Краснохолмский район).

## Известные люди
В селе Деледино родился Герой Советского Союза Иван Егорович Козлов.